# Tufão Chebi (2006)
O tufão Chebi (designação internacional: 0620; designação do JTWC: 23W; designação filipina Queenie) foi o terceiro ciclone tropical de uma série de cinco tufões a atingir as Filipinas na temporada de tufões no Pacífico de 2006. Chebi foi o vigésimo oitavo ciclone tropical, o vigésimo sistema tropical nomeado e o décimo terceiro tufão da temporada de tufões de 2006. O tufão formou-se de uma perturbação tropical em 8 de Novembro a leste das Filipinas e desenvolveu-se rapidamente antes de atingir a costa leste da ilha filipina de Luzon com ventos máximos sustentados de 195 km/h, em 10 de Novembro. Após cruzar a ilha apenas 12 horas, o tufão continuou a se enfraquecer sobre o Mar da China Meridional devido ao cisalhamento do vento e ar seco, e dissipou-se completamente em 14 de Novembro, pouco antes de atingir a ilha chinesa de Hainan.
Embora Chebi tenha atingido as Filipinas como um tufão com intensidade equivalente a um furacão de categoria 3 na escala de furacões de Saffir-Simpson, o governo local preparou a população para a chegada do tufão e, com isso, minimizando seus impactos sobre o arquipélago. Mesmo assim, foram relatados 10 feridos e 1 fatalidade.

## História meteorológica

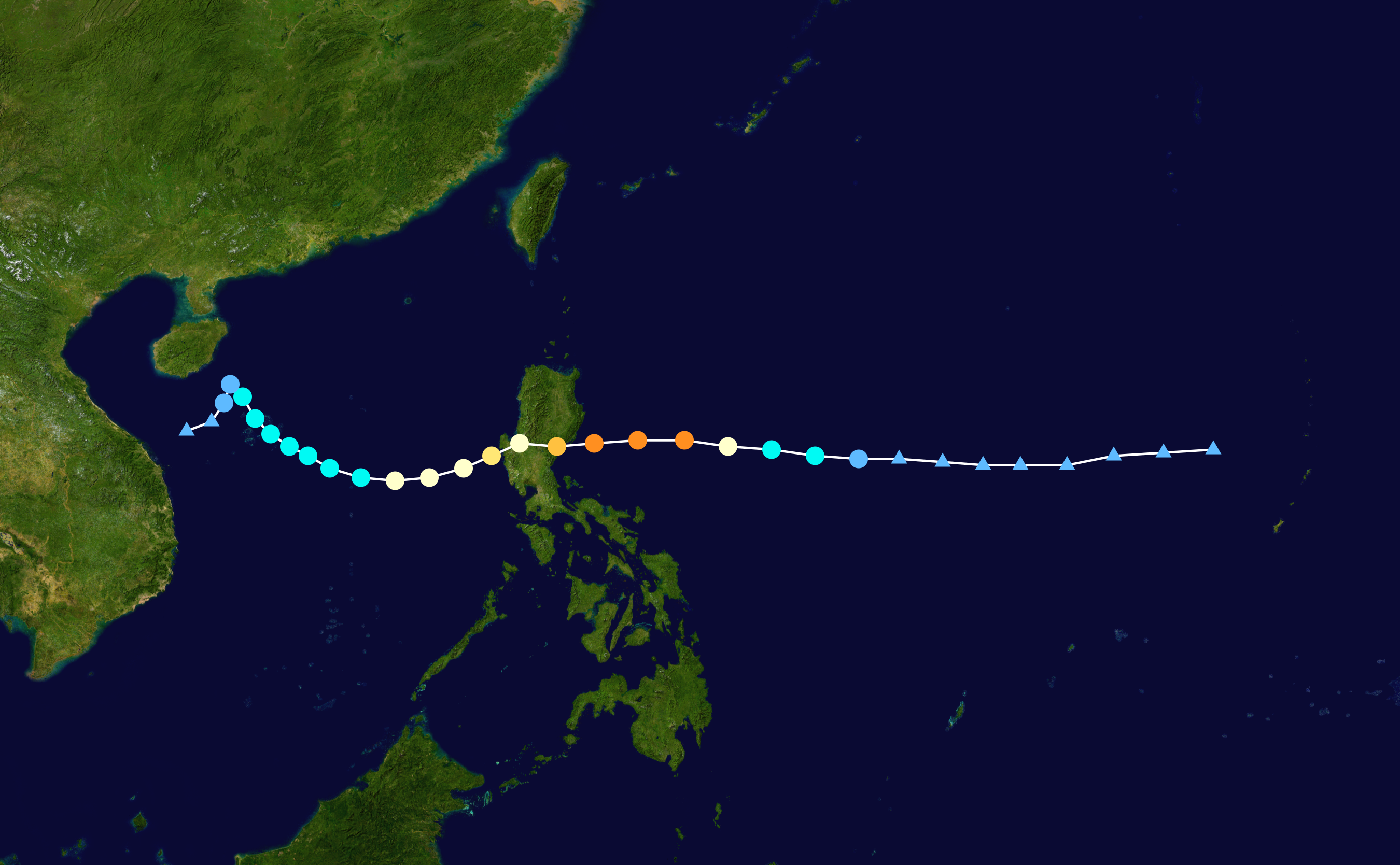
O caminho de Chebi

Uma área convecção formou-se em 30 de Outubro a 7,0N 174,0L. O sistema não demonstrou sinais de intensificação até na madrugada de 8 de Novembro, quando o Joint Typhoon Warning Center (JTWC) começou notou a perturbação tropical localizada a cerca de 775 km a oeste-noroeste de Guam. Imagens de satélite revelaram uma circulação ciclônica de baixos níveis em consolidação. Naquele momento, as condições de altos níveis mostraram-se favoráveis, com boa divergência acima e com baixo cisalhamento do vento. Logo em seguida, a Agência Meteorológica do Japão (AMJ) notou a formação de uma fraca depressão tropical na região. O sistema adentrou na área de responsabilidade da Administração de Serviços Atmosféricos, Geofísicos e Astronômicos das Filipinas (PAGASA), e a agência lhe atribuiu o nome Queenie. O sistema continuou a se consolidar e o JTWC emitiu um alerta de formação de ciclone tropical (AFCT) sobre o sistema às 11:00 (UTC) de 8 de Novembro, notando a consolidação dos fluxos externos, principalmente os fluxos setentrionais. O sistema continuou a se intensificar e o JTWC emitiu seu primeiro aviso regular sobre a recém-formada depressão tropical 23W na madrugada de 9 de Novembro. Naquele momento, a depressão localizava-se a cerca de 1.250 km a leste de Manila, Filipinas.
A AMJ classificou a depressão como uma tempestade tropical por volta do meio-dia de 9 de Novembro, atribuindo-lhe o nome Chebi, que foi submetido pela Coreia do Sul e significa andorinha em coreano. O sistema tornou-se uma tempestade tropical, segundo o JTWC, por volta das 18:00 (UTC). Seguindo para oeste, sob a influência de uma forte alta subtropical ao seu norte, Chebi começou a seguir praticamente pela mesma trajetória feita pelo seu antecessor, o tufão Cimaron, duas semanas antes. Na madrugada de 10 de Novembro, Chebi apresentava ventos máximos sustentados de 100 km/h. Ao mesmo tempo, a AMJ classificou Chebi como uma tempestade tropical severa. Mas o que aconteceu logo em seguida surpreendeu até mesmo os meteorologistas: Chebi sofreu intensificação explosiva. Em apenas seis horas, os ventos máximos sustentados subiram de 100 km/h para 205 km/h, passando de uma tempestade tropical para um tufão equivalente a um furacão de categoria 4 na escala de furacões de Saffir-Simpson. A AMJ, ao mesmo tempo, classificou o sistema como um tufão. Continuando a seguir para oeste, Chebi alcançou o seu pico de intensidade com ventos máximos sustentados de 230 km/h por volta do meio-dia (UTC) de 10 de Novembro. Naquele momento, o centro do tufão localizava-se a 280 km da ilha filipina de Catanduanes. Também naquele momento, o sistema era um pequeno, mas intenso tufão com intensidade equivalente a um furacão de categoria 4, sendo que o raio de ventos sustentados superiores a 120 km/h estendia-se apenas a 65 km do centro do sistema. A interação da circulação ciclônica de Chebi com a ilha de Luzon começou a enfraquecer o tufão.
O tufão Chebi fez landfall na costa leste de Luzon, no município de Casiguran, na província de Aurora, praticamente no mesmo local onde o tufão Cimaron atingiu duas semanas antes. Chebi cruzou a ilha em doze horas e emergiu no Mar da China Meridional no começo da madrugada de 11 de Novembro. Embora os fluxos externos setentrionais continuassem bons, o tufão continuou a se enfraquecer assim que continuava a seguir numa área com águas mais frias, com ar seco e com cisalhamento do vento. Com isso, o JMA desclassificou Chebi para uma tempestade tropical severa às 06:00 (UTC) de 12 de Novembro e o JTWC desclassificou o sistema para uma tempestade tropical às 21:00 (UTC) do mesmo dia. A partir de então, Chebi começou a se mover erraticamente sobre o Mar da China Meridional em 13 de Novembro assim que uma brecha na alta subtropical surgiu. As principais áreas de convecção profundas ficaram confinadas no quadrante norte da circulação ciclônica de Chebi, já que o cisalhamento moderado de vento meridional continuava a persistir. A tendência de enfraquecimento de Chebio continuou e a AMJ desclassificou novamente Chebi para uma tempestade tropical., enquanto que o JTWC emitiu seu último aviso ao meio-dia (UTC) de 14 de Novembro ao mesmo tempo em que desclassificava o sistema para uma depressão tropical. A AMJ fez o mesmo 6 horas antes. A área de baixa pressão remanescente continuou a seguir até a costa do Vietnã, onde dissipou-se completamente.
A Administração de Serviços Atmosféricos, Geofísicos e Astronômicos das Filipinas (PAGASA) atribuiu o nome Queenie enquanto o sistema estava dentro de sua área de responsabilidade.

## Preparativos e impactos
A Administração de Serviços Atmosféricos, Geofísicos e Astronômicos das Filipinas (PAGASA) içou o sinal público tempestade nº4, o nível de alerta mais alto do país, para três províncias na ilha filipina de Luzon. A PAGASA também alertou aos residentes sob o efeito do sinal de tempestade sobre a possibilidade de enchentes, deslizamentos de terra e enxurradas, e também avisou às embarcações de pesca a retornarem rapidamente à costa. Este sinal foi içado apenas duas semanas depois da passagem do tufão Cimaron sobre o país. No começo da madrugada de 11 de Novembro, Chebi fez landfall perto do município de Casiguran, província de Aurora, com ventos máximos sustentados de 195 km/h, cruzou Luzon, emergiu no Golfo de Lingayen e fez seu segundo landfall no Barangay Lucap, na cidade de Alaminos, cerca de 8 horas depois.
Apesar de sua intensidade, Chebi causou poucos danos em Luzon. Muitos barangays foram inundados, forçando cerca de 8.000 pessoas a saírem de suas residências, principalmente na província de Aurora. Ao todo, o tufão deixou 10 feridos e 1 fatalidade. Nas províncias de Isabela, Aurora e Nueva Ecija, foram relatados interrupções no fornecimento de eletricidade, inundações, além de bloqueios em rodovias causados pelos deslizamentos de terra.